# Capie Turnie
Capie Turnie (słow. Capie veže, niem. Gemsenseetürme, węg. Zergetavi-tornyok) – dwa szczyty górskie położone na terenie Tatr Wysokich na Słowacji, w bocznej grani odchodzącej od Hlińskiej Turni (Hlinská veža) i nazywanej Granią Baszt (słow. Hrebeň bášt). Wierzchołki rozdziela Capia Przełączka (Capia štrbina). Wschodnie stoki Capich Turni opadają do Dolinki Szataniej w Dolinie Mięguszowieckiej, zachodnie do Koziego Kotła – górnej odnogi Doliny Młynickiej.
Wyższy ze szczytów, Wielka Capia Turnia (Veľká Capia veža) o wysokości 2364 m n.p.m. położony jest bliżej Hlińskiej Turni, od której oddziela go Basztowa Przełęcz (Baštové sedlo). Drugi to Mała Capia Turnia (Malá Capia veža), sąsiadująca z Zadnią Basztą (Zadná bašta), od której oddziela go Wyżnia Basztowa Przełęcz (Vyšné Baštové sedlo).
Polskie i słowackie nazewnictwo Capich Turni związane jest z położonym w Dolinie Młynickiej (Mlynická dolina) Capim Stawem (Capie pleso). Natomiast nazwy niemieckie i węgierskie pochodzą od Kozich Stawów.
Pierwsze odnotowane wejścia:
- Wielka Capia Turnia – latem – Zygmunt Klemensiewicz, Jerzy Maślanka 23 sierpnia 1905 r., zimą – Alfréd Grósz, Lajos Rokfalusy przed 1915 r.,
- Mała Capia Turnia – latem – Günter Oskar Dyhrenfurth, Hermann Rumpelt 13 czerwca 1907, podczas przejścia Grani Baszt, zimą – Gizela Schmidt, Ferenc Barcza 12 kwietnia 1914 r.[1]